# Sisal (Yucatán)
Sisal ist eine ehemalige Hafenstadt mit heute nur noch ca. 2000 Einwohnern im Norden des mexikanischen Bundesstaats Yucatán. Die Stadt hatte große Bedeutung für den Export der nach ihr benannten Agavenfasern in der  ersten Hälfte des 19. Jahrhunderts. Seit dem Jahr 2020 ist der heutige Badeort als Pueblo Mágico eingestuft.

## Lage und Klima
Sisal liegt auf der Nehrung einer Lagune etwa 75 km (Fahrtstrecke) nordwestlich von Mérida am Golf von Mexiko im schwülheißen Klima der Karibik. Der Ort wird weniger als ein Mal pro Jahrzehnt von Wirbelstürmen (Hurricans) gestreift, die jedoch bislang nur wenig Schäden anrichteten.

## Bevölkerung
| Jahr      | 2000 | 2010 | 2020 |
| Einwohner | 1692 | 1837 | 2078 |

## Wirtschaft
Die Stadt wurde im frühen 19. Jahrhundert als Hafen von Mérida errichtet und diente vornehmlich dem Export von Sisalfasern und dem Fischfang; mit dem Aufblühen der ca. 50 km (Luftlinie) weiter östlich gelegenen Hafenstadt Progreso endete die merkantile Bedeutung von Sisal. Die Stadt ist heute ein beliebtes Ausflugsziel der Einwohner von Mérida. Auch die Strände der Umgebung sind beliebt, doch ist die Hitze – trotz der leichten Meeresbrise – vor allem während der Mittagsstunden oft unerträglich.

## Geschichte
Der Platz war bereits von Maya-Fischern besiedelt als der spanische General Pedro de Ballesteros im Jahr 1585 hier einen Hafen gründete und den Ort Santa María de Zizal nannte. Während Campeche lange Zeit der bedeutendste Hafen auf der Halbinsel Yucatán war, forderten die Kaufleute und Händler Méridas im ausgehenden 18. Jahrhundert verstärkt einen Hafen in ihrer Nähe – man entschied sich für Sisal. Doch bereits im Jahr 1844 wurde der Hafen von Progreso gegründet und erlangte binnen kurzem wegen der deutlich kürzeren Distanz zu Mérida große Bedeutung. Im November 1865 besuchte die Kaiserin Carlota an Bord eines Dampfschiffes den Ort.

## Sehenswürdigkeiten
- Hauptattraktion von Sisal sind die weißen Korallensand-Strände.
- Die kolonialzeitlichen Gebäude (Fort, Zollstation) verleihen dem Ort ein historisches Flair.